# Gross Ippener
Groß Ippner är en kommun i Landkreis Oldenburg i Niedersachsen, Tyskland. Kommun ligger efter motorvägen A1.
Kommunen ingår i kommunalförbundet Samtgemeinde Harpstedt tillsammans med ytterligare sju kommuner.